# Jan Schmidt (Moderator)
Jan Arndt Schmidt (* 17. Juni 1993 in Düsseldorf) ist ein deutscher Moderator, Slam-Poet und Lyriker.

## Wirken
Seit 2012 ist Jan Schmidt mit seinen prosaischen und lyrischen Texten regelmäßiger Teilnehmer bei Poetry Slams und nahm bereits mehrfach an den deutschsprachigen Meisterschaften teil. Laut eigenen Angaben absolviert er im Jahr bis zu 150 Auftritte. In zahlreichen Städten tritt er selbst als Organisator und Moderator von regelmäßigen Slam-Veranstaltungen in Erscheinung, so unter anderem in Mettmann, Wülfrath, Siegen, Hagen, Arnsberg, Langenfeld, Dormagen, Gummersbach sowie in Duisburg und Dortmund. Beim NRW-Slam 2017 in Siegen moderierte er als einer der Haupt-Organisatoren des Festivals gemeinsam mit Tristan Kunkel das Finale der Meisterschaften im Apollo-Theater. Im Herbst 2018 veröffentlichte der Paderborner Lektora-Verlag den Jan Schmidt Kalender, bei dem jedes der zwölf monatlichen Motive dasselbe Bild von Jan Schmidt zeigte. Im Zuge dessen entwickelte Schmidt ein dazugehöriges Solo-Programm namens Die Kalender-Releaseshow mit Stand-Up-Elementen, Musik sowie Texten, das er seit 2019 deutschlandweit aufführt. 2023 erschien mit "Du kannst kochen?!" ein Kochbuch mit literarischen Einschüben.
Schmidt wohnt und arbeitet derzeit in Bochum.

## Programme
- 2019: Die große Jan Schmidt-Kalender-Releaseshow

## Auszeichnungen
- 2012: Karl-Marx-Poesiepreis (2. Platz)
- 2012: 3. Platz NRW-U20-Meisterschaft
- 2015: NDR Comedy Contest
- 2016: Finalist beim NRW-Slam

## Veröffentlichungen (Auswahl)
- Franziska Röchter (Hrsg.): Hinter dem Licht: KIMM-Stories. chiliverlag, 2014, ISBN 978-3-943292-10-7.
- Henry Frottey – Sein erster Fall: Teil 2 – Das Ende der Trilogie von Jan Philipp Zymny (Hrsg.). Lektora Verlag 2015, ISBN 978-3-95461-042-6. (als Sprecher)
- Der große Jan Schmidt-Kalender. Lektora, 2018.
- Sebastian 23 (Hrsg.): Fix & Feddich: Texte aus dem Ruhrgebiet. Lektora, 2019, ISBN 978-3-95461-146-1.
- August Klar, Jann Wattjes (Hrsg.): Leude. Lektora, 2020, ISBN 978-3-95461-167-6.
- Johannes Floehr, Andre Lux (Hrsg.): Abendkasse - Eure schlimmsten Bühnenstorys. Lektora, 2021, ISBN 978-3-95461-203-1.
- Du kannst kochen?! Lektora, 2023, ISBN 978-3-95461-239-0.